# Ched Evans
Chedwyn Michael Evans (Rhyl, 28 de dezembro de 1988) é um futebolista galês que atualmente joga no Preston North End FC que atualmente joga na Segunda Divisão da Inglaterra.

## Acusação de Estupro
Ched foi condenado á 5 anos de prisão no dia 21 de abril de 2012,sendo acusado de estuprar uma adolescente bêbada em maio de 2010.O zagueiro Clayton McDonald ,do Port Vale,também foi julgado,mas considerado inocente.